# Spalle al muro
(dal testo della canzone)
Spalle al muro è il brano musicale con il quale Renato Zero ha partecipato al Festival di Sanremo 1991, classificandosi al secondo posto. 
La canzone, inserita nell'album dal vivo Prometeo e stampata su vinile anche come singolo promozionale insieme al brano L'equilibrista, è stata scritta interamente da Mariella Nava, grande amica del cantante romano. Il loro legame diverrà molto importante cosicché Zero richiederà la presenza della cantautrice come apri-concerto.

## Il brano
Il testo descrive il lento declino dell'età ed in particolar modo la critica che la gioventù "moderna" fa all'anzianità. La parola più presente nel brano infatti è "vecchio", quasi a sottolineare la poca considerazione che si ha della persona non più giovane.
Il brano, durante la kermesse sanremese, venne interpretato in inglese dalla cantante giamaicana Grace Jones con il titolo Still Life e arrivò secondo nella classifica finale del Festival, preceduto da Se stiamo insieme di Riccardo Cocciante.